# Sóc cọ Layard
Sóc cọ Layard, còn gọi là sóc chồn Layard, tên khoa học Funambulus layardi, là một loài động vật có vú trong họ Sóc, bộ Gặm nhấm. Loài này được Blyth mô tả năm 1849. Chúng là loài đặc hữu của Sri Lanka.